# Nebužely
Nebužely (en allemand : Nebuschel) est une commune du district de Mělník, dans la région de Bohême-Centrale, en République tchèque. Sa population s'élevait à 432 habitants en 2020.

## Géographie
Nebužely se trouve à 9 km au nord-est de Mělník, à 23 km à l'ouest de Mladá Boleslav et à 37 km au nord-nord-est de Prague.
La commune est limitée par Kanina au nord, par Chorušice au nord-est, par Řepín au sud-est et au sud, et par Střemy et Vysoká à l'ouest.

## Histoire
La première mention écrite de la localité date de 1227.